# Liste der Straßen in Hamburg-Langenbek

Lage von Langenbek in Hamburg und im Bezirk Harburg (hellrot)

Die Liste der Straßen Hamburg-Langenbek ist eine Übersicht der im Hamburger Stadtteil Langenbek vorhandenen Straßen. Sie ist Teil der Liste der Verkehrsflächen in Hamburg.

## Überblick
In Langenbek (Ortsteilnummer 707) leben 4053 Einwohner (Stand: 31. Dezember 2023) auf 0,8 km². Langenbek liegt in den Postleitzahlenbereichen 21077 und 21079.
In Langenbek gibt es 34 benannte Verkehrsflächen. Lediglich zwei Straßen, Am Frankenberg und Moorlage, befinden sich westlich der Winsener Straße. Mit Am Rotberg, Hanhoopsfeld, Hüllbeen und Rönneburger Kirchweg verlaufen östlich nur vier Straßen, die nicht den beiden Themengruppen „Opfer des Nationalsozialismus“ und „Orte in der Lüneburger Heide“ angehören.

## Übersicht der Straßen
Die nachfolgende Tabelle gibt eine Übersicht über alle benannten Verkehrsflächen im Stadtteil sowie einige dazugehörige Informationen. Im Einzelnen sind dies:
- Name/Lage: aktuelle Bezeichnung der Straße. Über den Link (Lage) kann die Straße auf verschiedenen Kartendiensten angezeigt werden. Die Geoposition gibt dabei ungefähr die Mitte an. Bei längeren Straßen, die durch zwei oder mehr Stadtteile führen, kann es daher sein, dass die Koordinate in einem anderen Stadtteil liegt.
- Straßenschlüssel: amtlicher Straßenschlüssel, bestehend aus einem Buchstaben (Anfangsbuchstabe der Straße) und einer dreistelligen Nummer.
- Länge/Maße in Metern:
Hinweis: Die in der Übersicht enthaltenen Längenangaben sind nach mathematischen Regeln auf- oder abgerundete Übersichtswerte, die im Digitalen Atlas Nord[1] mit dem dortigen Maßstab ermittelt wurden. Sie dienen eher Vergleichszwecken und werden, sofern amtliche Werte bekannt sind, ausgetauscht und gesondert gekennzeichnet.
Bei Plätzen sind die Maße in der Form a × b bei rechteckigen Anlagen oder a × b × c bei dreiecksförmigen Anlagen mit a als längster Kante dargestellt.
Der Zusatz (im Stadtteil) gibt an, wie lang die Straße innerhalb des Stadtteils ist, sofern sie durch mehrere Stadtteile verläuft.
- Namensherkunft: Ursprung oder Bezug des Namens.
- Datum der Benennung: Jahr der offiziellen Benennung oder der Ersterwähnung eines Namens, bei Unsicherheiten auch die Angabe eines Zeitraums.
- Anmerkungen: Weitere Informationen bezüglich anliegender Institutionen, der Geschichte der Straße, historischer Bezeichnungen, Baudenkmale usw.
- Bild: Foto der Straße oder eines anliegenden Objektes.

| Name/Lage                   | Straßen- schlüssel | Länge/Maße (in Metern) | Namensherkunft | Datum der Benennung | Anmerkungen | Bild                                                                 |
| --------------------------- | ------------------ | ---------------------- | --- | ------------------- | --- | -------------------------------------------------------------------- |
| Am Frankenberg (Lage)       | A226               | 0485 (im Stadtteil)    | nach einer Flurbezeichnung und der Sage, dass Karl der Große hier mit seinen fränkischen Truppen gelagert haben soll | 1889                | nördlicher Straßenteil bis zur Engelbek in Wilstorf, südlich der Engelbek in Marmstorf                                                                   | Am Frankenberg                                                       |
| Am Rotberg (Lage)           | A323               | 0110                   | nach dem Flurnamen „Roth Berg“                                                                                       | 1961                | | Am Rotberg                                                           |
| Bendestorfer Ring (Lage)    | B241               | 0250                   | nach dem gleichnamigen Ort                                                                                           | 1965                | Motivgruppe „Orte in der Lüneburger Heide“ | Bendestorfer Ring                                                    |
| Bispinger Weg (Lage)        | B378               | 0360                   | nach dem gleichnamigen Ort                                                                                           | 1956                | Motivgruppe „Orte in der Lüneburger Heide“ | Bispinger Weg                                                        |
| Blättnerring (Lage)         | B843               | 0320                   | Georgine Blättner geb. Goldschmidt (1871–1942), jüdische Kaufmannswitwe                                              | 1988                | Motivgruppe „Opfer des Nationalsozialismus“ | Blättnerring                                                         |
| Buchholzer Weg (Lage)       | B665               | 0625                   | nach der gleichnamigen Stadt                                                                                         | 1956                | Motivgruppe „Orte in der Lüneburger Heide“ | Buchholzer Weg                                                       |
| Celler Weg (Lage)           | C014               | 0250                   | nach der gleichnamigen Stadt                                                                                         | 1956                | Motivgruppe „Orte in der Lüneburger Heide“ | Celler Weg                                                           |
| Einhausring (Lage)          | E321               | 0300                   | Georg Einhaus (1898–1949)                                                                                            | 1988                | Motivgruppe „Opfer des Nationalsozialismus“ | Einhausring                                                          |
| Elisabeth-Lange-Weg (Lage)  | E320               | 235                    | Elisabeth Lange (1900–1944), Mitglied der „Weißen Rose Hamburg“                                                      | 1988                | Motivgruppe „Opfer des Nationalsozialismus“ | Elisabeth-Lange-Weg                                                  |
| Garlstorfer Stieg (Lage)    | G616               | 100                    | nach dem gleichnamigen Ort                                                                                           | 1956                | Motivgruppe „Orte in der Lüneburger Heide“ | Garlstorfer Stieg                                                    |
| Gordonstraße (Lage)         | G451               | 0770                   | Alfred Gordon (1886–1941), Prediger der jüdischen Gemeinde in Harburg                                                | 1988                | Motivgruppe „Opfer des Nationalsozialismus“ | Gordonstraße                                                         |
| Gromballring (Lage)         | G450               | 0295                   | Otto Gromball (1891–1944), Arbeiter                                                                                  | 1988                | Motivgruppe „Opfer des Nationalsozialismus“ | Gromballring                                                         |
| Guttmannring (Lage)         | G449               | 0420                   | Jakob und Helene Guttmann (1877–1941), jüdisches Kaufmannsehepaar                                                    | 1988                | Motivgruppe „Opfer des Nationalsozialismus“ | Guttmannring                                                         |
| Habigerstieg (Lage)         | H791               | 0065                   | Kasper Habiger (1873–1945), Arbeiter                                                                                 | 1988                | Motivgruppe „Opfer des Nationalsozialismus“ | Habigerstieg                                                         |
| Hanhoopsfeld (Lage)         | H102               | 0040 (im Stadtteil)    | nach einer bereits 1667 erwähnten Flurbezeichnung                                                                    | 1949/1961           | lediglich ein kurzer Fußweg zwischen Hüllbeen und Walsroder Ring befindet sich auf Langenbeker Gebiet, der überwiegende nördliche Teil liegt in Wilstorf | Hanhoopsfeld, zu Langenbek gehörender Teil, Blick vom Walsroder Ring |
| Hanstedter Stieg (Lage)     | H125               | 0070                   | nach dem gleichnamigen Ort                                                                                           | 1955                | Motivgruppe „Orte in der Lüneburger Heide“ | Hanstedter Stieg                                                     |
| Hellmuth-Bartsch-Weg (Lage) | H792               | 0140                   | Dr. Hellmuth Bartsch (1895–1935), Arzt                                                                               | 1988                | Motivgruppe „Opfer des Nationalsozialismus“ | Hellmuth-Bartsch-Weg                                                 |
| Hermannsburger Weg (Lage)   | H374               | 0545                   | nach dem gleichnamigen Ort                                                                                           | 1966                | Motivgruppe „Orte in der Lüneburger Heide“, südliche Straßenhälfte in Sinstorf                                                                           | Hermannsburger Weg                                                   |
| Hüllbeen (Lage)             | H664               | 0510                   | nach einer alten Flurbezeichnung                                                                                     | 1932                | nördliche Straßenhälfte in Wilstorf, östlicher Teil ab Hilshöhe in Rönneburg                                                                             | Hüllbeen                                                             |
| Jesteburger Weg (Lage)      | J048               | 0200                   | nach dem gleichnamigen Ort                                                                                           | 1955                | Motivgruppe „Orte in der Lüneburger Heide“ | Jesteburger Weg                                                      |
| Johannes-Bremer-Weg (Lage)  | J132               | 0130 (im Stadtteil)    | Johannes Bremer (1885–1937)                                                                                          | 1988                | Motivgruppe „Opfer des Nationalsozialismus“ | Johannes-Bremer-Weg                                                  |
| Karczweg (Lage)             | K601               | 0065                   | Karl Karcz (1881–1933), Gipsputzer                                                                                   | 1988                | Motivgruppe „Opfer des Nationalsozialismus“ | Karczweg                                                             |
| Karl-Reese-Weg (Lage)       | K603               | 0100                   | Karl Reese (1890–1940), Bibelforscher                                                                                | 1988                | Motivgruppe „Opfer des Nationalsozialismus“ | Karl-Reese-Weg                                                       |
| Leiserweg (Lage)            | L379               | 0145 (im Stadtteil)    | Julius und Hedwig Leiser (1876/1879–1941)                                                                            | 1988                | Motivgruppe „Opfer des Nationalsozialismus“ | Leiserweg                                                            |
| Luhdorfer Stieg (Lage)      | L304               | 0130                   | nach dem gleichnamigen Ort                                                                                           | 1956                | Motivgruppe „Orte in der Lüneburger Heide“ | Luhdorfer Stieg                                                      |
| Moorlage (Lage)             | M272               | 0110 (im Stadtteil)    | nach einem „Moorlahde“ benannten Flurstück                                                                           | 1930                | westlicher Teil ab Engelbek in Marmstorf | Moorlage, zu Langenbek gehörender Teil                               |
| Noackstieg (Lage)           | N228               | 0065                   | Otto Noack (1880–1941), Harburger Sozialdemokrat                                                                     | 1988                | Motivgruppe „Opfer des Nationalsozialismus“ | Noackstieg                                                           |
| Radbrucher Stieg (Lage)     | R010               | 0195                   | nach dem gleichnamigen Ort                                                                                           | 1956                | Motivgruppe „Orte in der Lüneburger Heide“ | Radbrucher Stieg                                                     |
| Rönneburger Kirchweg (Lage) | R242               | 0855 (im Stadtteil)    | nach dem Weg zur Sinstorfer Kirche                                                                                   | 1938                | östlicher Teil in Rönneburg, teilweise auch in Sinstorf                                                                                                  | Rönneburger Kirchweg, zu Langenbek gehörender Teil                   |
| Schendelstieg (Lage)        | S915               | 0060                   | Eugen Schendel (1890–1943), jüdischer Kaufmann                                                                       | 1988                | Motivgruppe „Opfer des Nationalsozialismus“ | Schendelstieg                                                        |
| Undeloher Winkel (Lage)     | U024               | 0105                   | nach dem gleichnamigen Ort                                                                                           | 1955                | Motivgruppe „Orte in der Lüneburger Heide“ | Undeloher Winkel                                                     |
| Walsroder Ring (Lage)       | W044               | 0360                   | nach der gleichnamigen Stadt                                                                                         | 1956                | Motivgruppe „Orte in der Lüneburger Heide“ | Walsroder Ring                                                       |
| Wilseder Ring (Lage)        | W299               | 0690                   | nach dem gleichnamigen Ort                                                                                           | 1955                | Motivgruppe „Orte in der Lüneburger Heide“ | Wilseder Ring                                                        |
| Winsener Straße (Lage)      | W319               | 0855 (im Stadtteil)    | führt nach Winsen (Luhe)                                                                                             | 1889                | nördlich von Am Frankenberg in Wilstorf, südlich der Einmündung des Hermannsburger Wegs in Sinstorf                                                      | Winsener Straße, zu Langenbek gehörender Teil                        |